# 多明戈·迪亚斯
多明戈·迪亚斯（英語：Domingo Diaz，1948年2月4日—），澳大利亚男子射击运动员。他曾代表澳大利亚参加1986年英联邦运动会射击比赛，获得男子双人多向飞碟铜牌。他也曾参加1988年夏季奥林匹克运动会。